# Љубо Бабић (генерал)
Љубо Бабић (Јорданов, 1890 — Београд, 2. септембар 1946) био је српски генерал њемачког поријекла.

## Биографија
Рођен је 1890 у породици пруских барона као Алберхт Шиндлер фон Клејстенбург у Источној Пруској (данашња Пољска). По једним изворима 1890, по другима 1892. године. Такође није јасно ни које је име добио на крштењу. По Станиславу Кракову, звао се Алфред, по чланку у "Политици" из 1928. године право име му је било Албрехт, а у неким другим изворима помиње се и Адолф. Како је у вријеме објављивања чланка у "Политици" Бабић још био жив, биће да је то највјероватније његово име.
Отац му се звао Едуард а по националности је био Нијемац. Носио је чин коњичког пуковника и служио у Аустроугарској војсци. Од предака је наслиједио титулу барона. Мајка Саломеја Миколајчик потицала је из угледне пољске породице која је нешто касније дала председника владе, Станислава. Поред сина Албрехта, имали су још шест кћерки, све удате за аустријске официре.
Најраније детињство Албрехт проводи у родном Јорданову код Лавова (данас у Украјини), гдје му је отац био командант пука. По потреби очеве службе, породица око 1900. године прелази у Беч. По завршетку основне школе, одлази на Војну академију. Завршава је 1911. године са чином артиљеријског официра, потпоручника. Од професора је оцењен као марљив и талентован ученик. Исте године добија и прву прекоманду. Његов први гарнизон био је у Бањoj Луци.

### Боравак у Бања Луци
Служећи у Бањој Луци почиње све више да се дружи са Србима. Његове колеге у војсци, које нису гледали благонаклоно на његово дружење са Србима, проглашавају га за отпадника. Прво шапатом по касарнама и кафанама, па све отвореније. Албрехт није пуно обраћао пажњу на то. Напротив, брзо се спријатељио с угледним бањолучким трговцем Љубом Бабићем, код кога је био био чест и радо виђен гост. Одваја се и од својих другова Аустријанаца, због чега ови подносе званичан захтјев да се испита његова оданост цару. На Светосавском балу одржаном 1912, на који су га позвали његови српски пријатељи, упознао је Јелену Бућин (рођена 1892). Била је то љубав на први поглед. Исте ноћи Алберхт је вјерио Јелену. И док су Јеленини родитељи пристали на вјенчање, Алберхтови родитељи су били против да се он ожени обичном дјевојком из грађанске породице, још Српкињом православне вјере. Албертх је остао при свом ставу, а из Беча му је отац послао писмо у којем му је пријетио да ће га разбаштинити и јавно га се одрећи уз ријечи:„са црном Циганком дозволићу, са Српкињом не”. Огорчен писмом Албертх одлучује да пређе у православну веру и постане Србин. Крштава се у цркви Свете Тројице у Бањој Луци. Одлучно захтева и на крају успева да му се у Аустроугарске војне књиге упише ново име Љубо Бабић. Испуњава своје обећање 1913. године и вјенчава се са Јеленом Бућин. Овај догађај је изазвао потресеу Аустроугарској војсци, али због осјетљиве политичке ситуације, он није кажњен и избачен из војске.

### Први свјетски рат
Након атентата у Сарајеву, на територији Босне и Херцеговине долази до мобилизације војске која је требала да нападне Србију. Бабић је мобилисан као водник у једној брдској батерији. Прије одласка на фронт супруга Јелена му је рекла: "Немој се тући против Срба и Руса. Гледај да се на сваки начин предаш и пређеш на њихову страну." Непосредно пред пред саму Церску битку, августа 1914, прешао је на српску страну, код Љубовије, са два брдска топа и послугом на њима, Србима из Босне. Касније је приповједао да су ишли цијели сат, а да их нико није задржао и упитао шта ће ту, све док нису наишли на генерала Миливоја Зечевића. Када је чуо о чему се ради, тај официр додијелио им је једног војника као пратњу и послао их у Ваљево. Тамо га је примио командант Прве армије, генерал Живојин Мишић. Љуба Бабић је касније овако описао разговор са војводом Мишићем: "Генерал ме је питао како се зовем. Одговорио сам: ‘Љуба Бабић’. На примедбу генералову да рђаво говорим српски, превалио сам преко језика раније смишљену лаж. Најзад кад ме пред растанак питао шта бих желео, одговорио сам да бих волео да будем примљен у српску војску. Генерал Мишић ме тада пољубио у чело и рекао ми: ‘Е, то ми је мило. Камо среће да имамо бар педесет хиљада таквих Босанаца’". Љуба је касније говорио да је готово летио до официрске задруге и из ње изашао у униформи српског артиљеријског водника. Распоређен је у Тимочки артиљеријски пук. Ово га није задовољило, па је тражио да буде распоређен у одред војводе Вука, мајора Војина Поповића. Удовољено му је, па је са својим брдским топчићима учествовао у свим борбама које је одред водио. У одреду су га затекле и тешке борбе с Бугарима на Власини. У борбама на Ропотову 1915., код Косовске Каменице, српска је пјешадија била присиљена на одступање. Пред очима артиљеријског потпоручника погинула су два војника. Трећи се помолио св. Јовану да му помогне, али је и он погинуо. Бабић је одлучио: "Ако останем жив, узећу светога Јована себи за заштитника". Одржао је ријеч и од завршетка рата славио је Јовањдан.
Приликом повлачења српске војске 1915. дошла је наредба да се топови онеспособе и униште. Љубо се оглушио о наредбу и са војницима преноси растављене топове преко Албаније до Крфа. Након рехабилитације на Крфу његова батерија одлази на Солунски фронт гдје је распоређена на Ветернику. Ту се 1917. године одиграо и догађај кога су се касније сјећали његови саборци. Бугари су извршили масовни напад на положај. Прије тога су темељно артиљеријом гађали српске положаје, да би олакшали посао пјешадији. Тобџије под командом Бабића покушавале су да одговоре, међутим, бугарска гранате су покидале везе између осматрачница и топова, па Бабић више није могао да командује из заклона, без осматрача био је практично слијеп. Излетио је на гребен испред својих топова да би могао да види Бугаре, али су и они видјели њега. Почели су да га гађају артиљеријом. Војници га, обавијеног димом, у неким тренуцима уопште нису видјели. Ипак он је и даље гласно извикивао команде и осматрао двогледом. То јунаштво и хладнокрвност гледао је и војвода Степа Степановић, и предложио га за одликовање Белог орла с мачевима. За велико јунаштво и истакнуту храброст Љуба Бабић је за време рата добио мноштво српских и савезничких ордена. На предлог војводе Степе Степановића добио је прву армијску похвалу и орден Белог Орла са мачевима. Доцније је добио дивизијску и армијску похвалу, златну медаљу за храброст и још један орден Белог Орла са мачевима.
На Солунском фронту Љуба Бабић је добио наређење да са своја два топа и двадесет војника чува прелаз преко Албаније, код Ђукаса. Група италијанских војника је, у жељи да се врати кући, покушала да прође. Након што је Бабић одбио да их пусти, они су запријетили да ће се пробити силом и да знају да има само два топа и двадесет људи. Нашта им је одговорио да док он то има они неће проћи. Схвативши да пред собом имају официра који ће послушати наређење, чак и по цијену сукоба са савезницима, Италијани су се окренули и вратили. За ово је зарадио белгијски орден Леополда Другог, а регент Александар Карађорђевић позвао га је себи на Јелек. Захвалио му се на херојској борби и даровао златну табакеру са својим монограмом од дијаманата.

### Међуратни период
Из рата је изашао са чином потпоручника. Наставио је да служи у новоформираној војсци Краљевине Срба, Хрвата и Словенаца. Гледао је како новопримљени официрски кадар, претекао из Аустроугарске, а сачињен од Хрвата и Словенаца напредују по чин и добијају положаје док српски официри остају гдје су и били. Због разних афера везаних за његово име, Љубо Бабићне успијева да положи практични испит, те чин мајора добија тек на ургенцију краља Александра Карађорђевића. Као артиљеријски официр службовао је у гарнизонима у Зајечару, Требињу, Мостару, Осијеку, Ђаковици и Приштини. Одмјерен, савјестан и поштен, заслужио је медаље за војничке врлине и за ревносну службу. Непосредно пред Други свјетски рат, командант Треће армијске области, у којој је службовао и Бабић, био је генерал Милан Недић који га унапређује у чин пуковника. Тада је био у 13. артиљеријском пуку у Прилепу.

### Други свјетски рат
Слом Југословенске војске пуковника Љубу Бабића затиче у Скопљу. Успијева да избјегне заробљавање и одлази код свог пашанца Мирослава Грањића у Земун. Ту га је затекла вијест да је генерал Недић организовао Владу народног спаса. Ставља се на располагање генералу Недићу. Повјерена му је команда над Седмим оружаним одредом. Први задатак му је било истјеривање партизанских снага из Стига, Источне Србије и Хомоља. Затим су услиједили борбе против партизана у Свилајнцу, гдје је проглашен за почасног грађанина и једна улица носи његово име. Није презао од сукоба ни са четницима Косте Пећанца, Југословенском војском у Отаџбини, па чак и са Нијемцима. За заслуге у борбама Недић га 15. јануара 1942. унапређује у чин бригадног генерала. Неколико дана по унапређењу ухапшен је од стране Гестапоа. Спроведен је у Беч, гдје му је Војни суд судио за велеиздају ону из 1914. Осуђен је на смрт стрељањем.  Тек на инсистирање Милана Недића казна је преиначена на дугогодишњу робију. Пребачен је у официрски логор у Оснабрику. У логору преживљава највећа физичка и психичка злостављања, како од непријатеља тако и од заробљених Срба. Због тешког здравственог стања кратко борави у болници, из које одлази у логор Хамебулг, гдје га затиче крај рата. У поратним годинама оснива кројачницу у Минхену, у којој окупља југословенске емигранте и бави се националним радом. Дружи са генералима Димитријем Живковићем и Илијом Брашићем, онима који су га шиканирали у логору. Слиједио је нечастан споразум ове двојице генерала са органима ОЗН-е, који су тако сазнали Бабићеву адресу. Савезници су одбили захтјев за изручење. Агенти ОЗНЕ преобучени у униформе америчке униформе су киднаповале Љубу Бабића. Суђено му је у Београду од 1. августа 1946. Осуђен је на смртну казну, одузимање имовине и грађанске части. Из затворске ћелије је изведен у раним јутарњим часовима 2. септембра 1946. године и одведен у данашњу зграду богословије на Карабуми. Током дана спроведен је до Аде Циганлије или Стрелишта где је над њим извршена смртна казна стрељањем. Његови земни остаци сахрањени су на тајном месту.